# Fleckenseuche der Süßwasserfische
Die Fleckenseuche der Süßwasserfische ist eine unter Süßwasserfischen weit verbreitete Fischkrankheit. Sie wird durch Bakterien hervorgerufen, ein Zusammenhang mit überdurchschnittlicher organischer Belastung der Gewässer ist wahrscheinlich.

## Vorkommen
Die Fleckenseuche kommt in Seen, Fließgewässern sowie in Teichanlagen vor und wurde bisher bei Hechten, Cypriniden (Karpfenartigen), Barschartigen, Renkenartigen und Aalen beobachtet.

## Symptome
Im Anfangsstadium der Krankheit bilden sich fleckenartige Rötungen auf dem Körper. Im weiteren Verlauf lösen sich, soweit vorhanden, die Schuppen an den betroffenen Stellen ab. Es entstehen Geschwüre, die sich flächenartig ausbreiten. Alle Flossen, insbesondere die Schwanzflosse, zerfasern und der After stülpt sich hervor.
Im Gegensatz zu den anderen Fischarten bilden sich bei Cypriniden teilweise auch Aszites und bei den Hechten Geschwüre auch an der Kopf- und Kieferregion.

## Ursache
Die Fleckenseuche wird durch Bakterien der Gattungen Pseudomonas und Aeromonas hervorgerufen, meist in Verbindung mit starker organischer Belastung des Gewässers.

## Behandlung
In Teichanlagen ist im Gegensatz zu Wildgewässern eine medikamentöse Behandlung möglich. In Wildgewässern muss der Fischbestand abgefischt und alle betroffenen Fische unschädlich entsorgt werden. Für eine dauerhafte Bekämpfung der Krankheit ist oft eine Reduzierung der organischen Belastung des Gewässers nötig.